# ロディア (文房具)
ロディア（Rhodia）は、フランスの文房具ブランド。1934年にフランス・リヨンにて兄弟であるアンリとロベールの2人によって創設された。社名はリヨンを流れるローヌ川（RHONE）に由来しており、2本のモミの木のマークは紙の原料の木と二人の兄弟の絆を象徴している。メモパッド、ノートブック、ダイアリーといった紙製品を中心に、メモカバーや鉛筆、ボールペンやシャープペンシルなども展開している。

## ブロック・ロディア
同社の最も有名な製品は、「ブロック・ロディア」と呼ばれるブロックメモである。
外観はオレンジ色の厚紙カバーにシンプルなロゴがついたメモ帳であり、カバーには360度折り返し可能な3本の折り線が入っている。本体紙はべラム紙が使われており薄紫の5mmの方眼で、上部にあるマイクロカット加工のミシン目で切り離すことができる。
高品質の紙と優れたデザインから、科学者、アーティスト、建築家、デザイナーに愛用者が多い。ロディアを愛するあまり、ポール・スミスは自分だけのオリジナルのロディア（ポールスミス・ロディア）を製造・販売した。彼の愛用サイズは12番である。
2007年には、黒色のカバーにオレンジロゴの入った「ブラックロディア」も発売。日本では「クロディア」とも呼ばれ親しまれている。
また2013年にはホワイトのロディアも追加された。罫線はオレンジとブラックの罫線の色のフランスでは馴染みのヴィオレパンセではなく、表紙のマッチしたグレーを採用。ホワイトはNo.11、12、13、16と19のサイズ展開。

## 筆記具

### scRipt（スクリプト）
シャープペンシルとボールペンとマルチペン(3-in-1)を展開している。
ヘアライン加工、アルマイト加工仕上げ。六角形の艶消しアルミ軸が特徴的。
　毎年限定色を出している。
シャープペンシル
ガイドパイプを収納することが出来る。芯径は0.5mmのみ (2025年1月3日時点)。
ボールペン
インクは赤と黒の2色展開で、ボール径は0.7mmのみ (2025年1月3日時点)。
マルチペン
シャープペンシルと赤&黒のボールペンの3つが組み合わさった回転式(ロータリー式)のマルチペン。芯径、ボール径ともに0.5mm（2025年1月3日時点）。
カラーバリエーション（4~10はリミテッドカラー）
1. オレンジ[4][3]
2. ブラック[4][3]
3. シルバー[4][3]
4. ローズウッド[4][3]
5. ネイビー[4][3]
6. レッド[4][3]
7. ターコイズ[6]
8. セージ[7]
9. ゴールド[8]
10. チタニウム[9]
11. マロンブラウン[10]

マルチペンはオレンジ、ブラック、セージ、ゴールド、チタニウムのみ。

## その他

### リードケース
シャープ芯をいれる芯ケース。キャップ式で、0.5mm芯が約40本入る。材質はアルミニウムで六角軸になっており、スクリプトのようなヘアライン加工とアルマイト加工仕上げ。全長は縦70mm、直径約9mm、重量は9g。
カラーはオレンジとブラックの二色展開。
替芯レフィル
硬度がBの0.5mmグラファイト芯が20本入。
リードケースとセットで売っている場合もある。
ロディアラマ　ラウンドペンシルケース
イタリア製合皮を使用した円柱型ペンケース。 直径約11mmまでのペンを約12～13本収納可能。カラーバリエーションは12色 (2025年8月8日現在)。